# 藍鰓太陽魚
藍鰓太陽魚（學名：Lepomis macrochirus），輻鰭魚綱鱸形目太陽魚科的其中一個種。

## 分布
本魚分布於北美洲聖勞倫斯河五大湖區與密西西比河流域至墨西哥北部間的溪流及湖泊中。

## 特徵
本魚為棕色帶淺藍色，身上有許多垂直條紋，兩條紋之間有淺色線隔開。鰓蓋邊緣有淺藍色，因此而得名。「耳蓋」為黑色；尾柄與腹鰭之間的腹部顏色較淺；腰部為黃色。大多數鰭為黃中戴藍色，有少許深色圖案。體長可達41公分。

## 生態
本魚棲息在湖、池塘、水庫與緩動性的溪流中。活躍的時間在薄暮與破曉的時候。屬肉食性，成魚以蝸牛、小龍蝦、昆蟲、蠕蟲與魚類等為食。幼魚則捕食甲殼動物，昆蟲與蠕蟲。

## 經濟利用
為重要的遊釣魚，做為觀賞魚及食用魚，具商業價值。

## 入侵物種
藍鰓太陽魚適應力強，引入其他國家時，常會造成當地的生態破壞。

### 日本
1960年，當時為皇太子的明仁出訪美國時，芝加哥市長贈送15隻藍鰓太陽魚給他。這15隻魚被帶回日本國內作為食用魚研究，1966年放流到靜岡縣的一碧湖，之後逐漸被放流到日本各地，在各地大量繁殖，與大口黑鱸並列日本知名入侵物種。明仁在2007年的一場演說中還表示：「藍鰓太陽魚是我50年前從美國帶回來，送給水產廳研究的。一開始期待能成為食用魚而開始養殖，造成現在這樣的結果讓我很心痛。」
現今日本在霞之浦、琵琶湖、深泥池、五稜郭、皇居外苑護城河等地，都有持續進行驅逐藍鰓太陽魚的工作，琵琶湖畔還有設置專用回收箱給釣客使用。